# Bombinatoridae
Bombinatoridae é uma família de anfíbios da ordem Anura.

## Géneros e espécies
- Género Barbourula
  - Barbourula busuangensis
  - Barbourula kalimantanensis
- Género Bombina
  - Bombina bombina
  - Bombina fortinuptialis
  - Bombina lichuanensis
  - Bombina maxima
  - Bombina microdeladigitora
  - Bombina orientalis
  - Bombina pachypus
  - Bombina variegata